# Vodyanoy (mitologia)

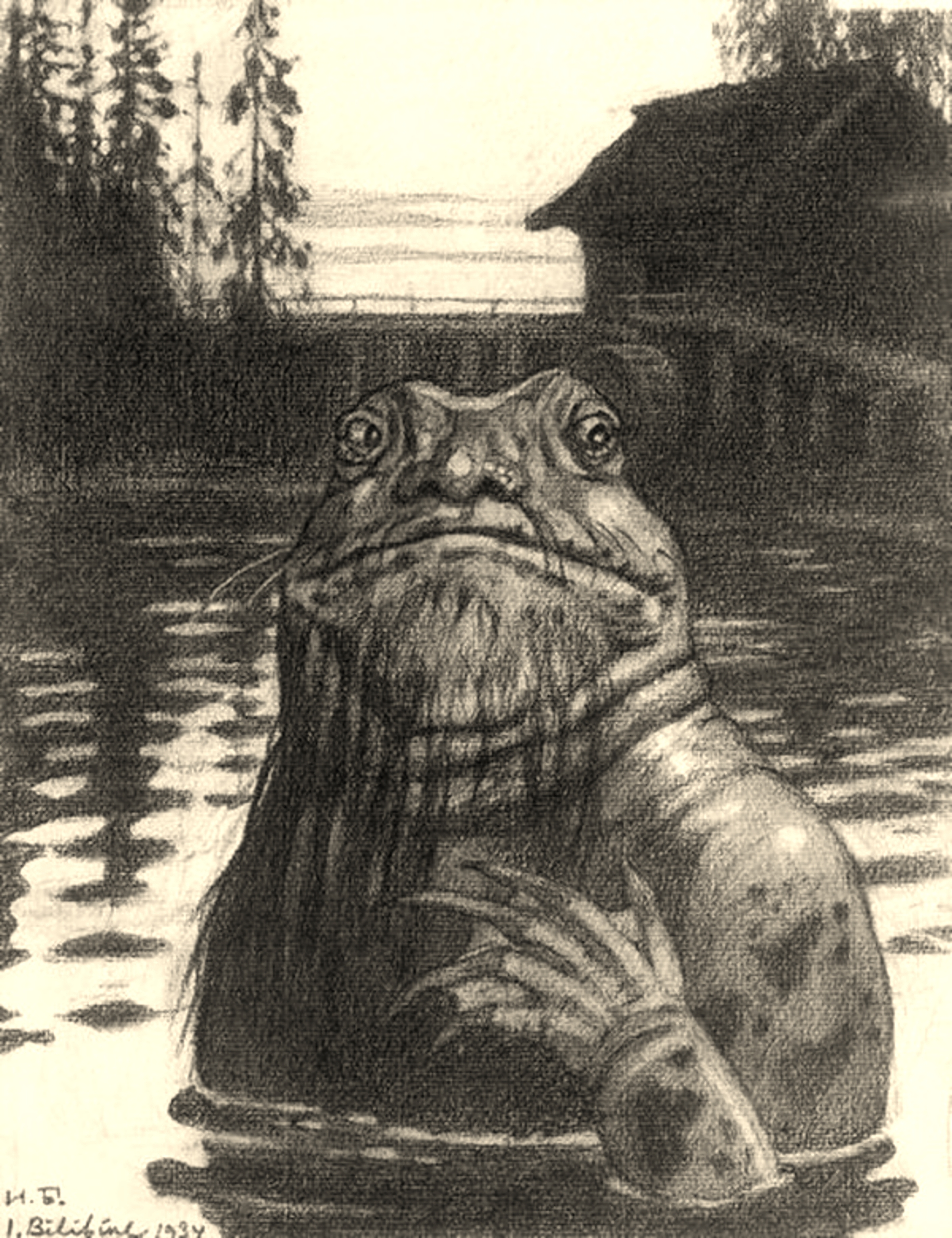
Il Vodyanoy da un'illustrazione di Ivan Bilibin, 1934.

Nella mitologia slava il vodyanoy è uno spirito acquatico che ha le sembianze di un vecchio dalla barba verdastra e i capelli lunghi, con il corpo ricoperto di squame scure, alghe e fango. Al posto delle mani ha due zampe palmate, il corpo termina in una coda di pesce, gli occhi rossi come tizzoni ardenti.
Il vodyanoy è solito attraversare il fiume - che rappresenta la sua dimora - su un tronco d'albero, facendo un mare di spruzzi. Per il suo aspetto è chiamato anche "nonno" o "avo".
La credenza popolare attribuisce gli annegamenti inspiegabili all'intervento di questo spirito che trascinerebbe i malcapitati sott'acqua per servirsene come schiavi.
Allevatori, pescatori e mugnai non mancano perciò di offrire sacrifici al vodyanoy per garantire la propria salvaguardia e quella degli animali.

## Vodník

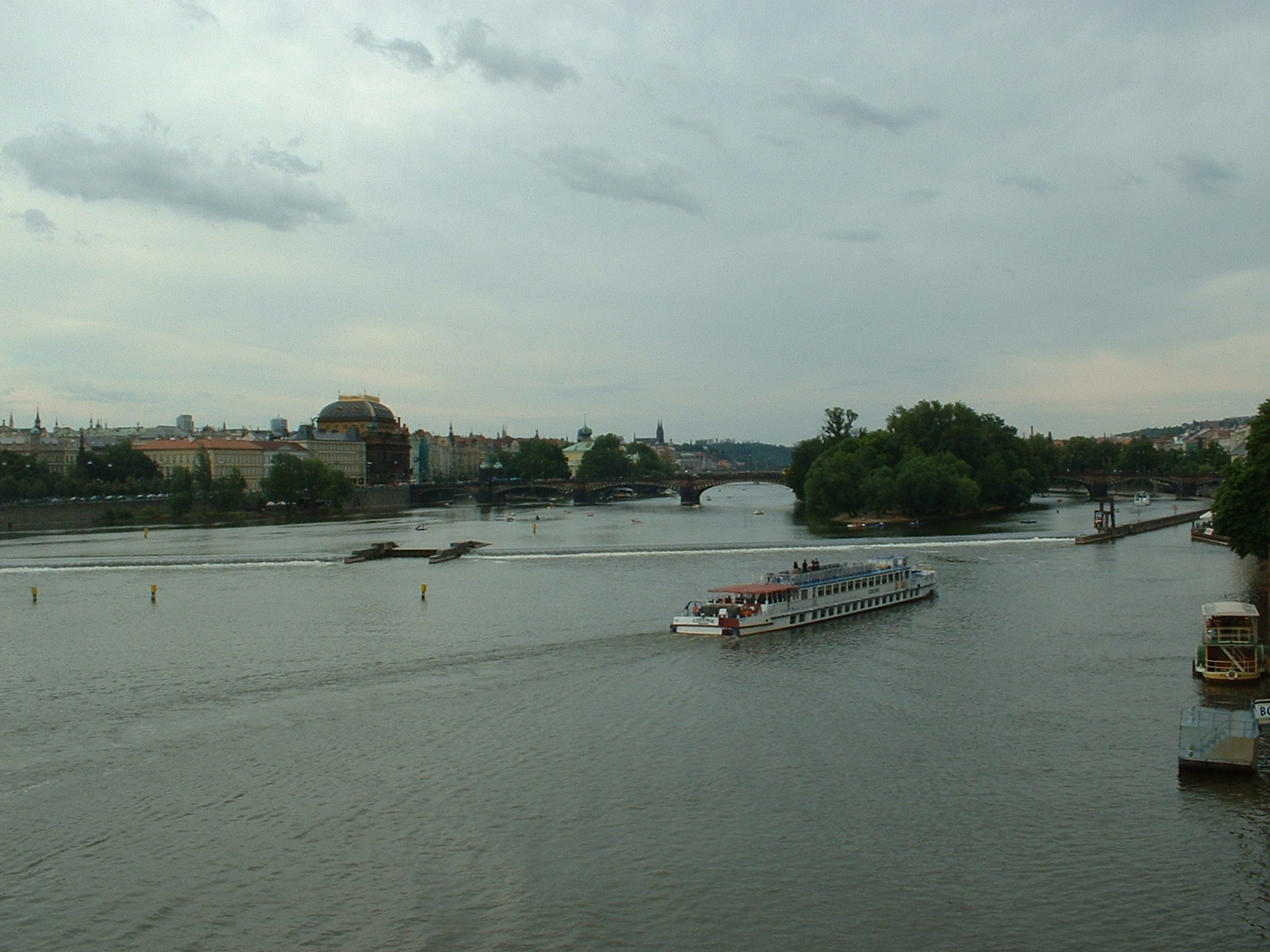
La Moldava a Praga. Nelle sue acque, secondo la leggenda, si nasconderebbe il vodník.

Nel folclore boemo, si parla invece di vodník. Viene descritto come una sorta di folletto e raffigurato abitualmente con i colori rosso e verde. Porta un cappello a tuba e una marsina con il lembo sinistro gocciolante. Si tratta di una creatura acquatica, il cui compito è quello di raccogliere le anime degli annegati nella Moldava e custodirle in piccole ampolle di vetro depositate sul fondo del fiume. Può restare fuori dall'acqua solo per brevi periodi; quando il lembo della sua marsina smette di gocciolare deve ritornare al più presto nel suo elemento.
Il carattere del Vodník varia nelle diverse versioni della leggenda. In alcuni casi appare come una creatura bonaria, una sorta di vecchio saggio, che ama intrattenersi nelle birrerie praghesi che sorgono in prossimità del fiume. In altri casi si presenta invece come un essere malvagio e diabolico, che attira i passanti - soprattutto le giovani fanciulle - sulle rive della Moldava per farle annegare.
Lo scrittore František Langer racconta nelle sue Leggende praghesi che nel capoluogo boemo ne sarebbero esistiti tre: il signor Josef, il più importante,  sarebbe vissuto in prossimità della quarta arcata del Ponte Carlo, il signor Pivoda e il signor Jindrich, in altre zone della Moldava.
Il compositore Antonín Dvořák scrisse un poema sinfonico intitolato Vodník, ovvero Il folletto delle Acque, dedicato a questa creatura. Il vodnik è anche un personaggio della sua opera Rusalka.